# Анархокапитализъм
Анархокапитализмът, известен още като пазарен анархизъм, е политическа философия, която се застъпва за елиминирането на държавата, за суверенитет на личността, частна собственост и свободен пазар.
Анархокапиталистите смятат, че при липсата на държавни закони, с помощта на свободния пазар ще се развие по-добро общество, наричано „доброволно общество“. В анархокапиталистическото общество силите на реда, съдилищата, както и всички други институции, се управляват с частно финансиране и на конкурентен принцип, а не централизирано чрез принудително данъчно облагане. Парите, заедно с всички други стоки и услуги, се предлагат от частни конкурентни финансови институции в условията на свободен пазар. Личните и стопански дейности в рамките на анархокапитализма се регулират от организации за разрешаване на спорове при доброволно участие, с доброволно договорени правила и закони, а не чрез наказания, репресия и политически монопол.
Различни теоретици са възприемали правни теории, подобни на анархокапитализъм. Терминът за пръв път се използва от Мъри Ротбард, който в средата на 20 век синтезира елементи от австрийската икономическа школа, класическия либерализъм, и от идеите на американските анархисти-индивидуалисти от 19 век Лизандър Спунър и Бенджамин Тъкър (отричайки, обаче, тяхната трудова теория за стойността и нейните следствия). Анархокапиталистическото общество според Ротбард ще спазва взаимно уговорен „правен кодекс, който ще бъде общоприет, и който съдилищата ще се задължават да следват.“ Този пакт ще признава суверенитета на индивида и принципа за недопускане на агресия.
Анархокапиталистите се различават от минархистите, които се застъпват за ограничена държава (т.нар. „нощен пазач“), която да осигурява защита на личността, както и от повечето други анархисти, които често се стремят да забраняват или ограничават натрупването на собственост и притока на капитали.
Според Ротбард, няма такава стока или услуга, за чието производство или предоставяне да е необходима държава; не съществува данък, който е „неутрален“ към пазара; свободният пазар е абсолютно несъвместим с наличието на държава.

## Философия

### Етика
Анархокапиталистите се застъпват за общество, основано върху доброволната търговия с частна собственост и услуги (тоест върху всички човешки отношения, които не са причинени от заплахи или насилие, включително размяна на пари, потребителски стоки, земя и средства за производство), за да се сведат конфликтите до минимум, като в същото време се увеличи максимално личната свобода и благоденствие. В същото време, те признават благотворителността и колективното стопанство като част от същата етика на доброволното общество. Въпреки че анархокапиталистите са известни с това, че отстояват правото на частна собственост (индивидуална или съвместна), някои от тях смятат, че недържавна обществена или комунална собственост може да съществува в едно анархокапиталистическо общество. За тях е важно единствено тази собственост да бъде придобивана и прехвърляна без държавна принуда. Анархокапиталистите смятат, че единственият справедлив и икономически най-полезен начин да се придобие собственост е чрез доброволна търговия, дарение или труд, а не чрез агресия или измама.
Анархокапиталистите виждат свободния пазарен капитализъм като основа за едно свободно и проспериращо общество. Според Мъри Ротбард разликата между свободния пазарен капитализъм и „държавния капитализъм“ се състои в това, че първият е „мирна, доброволна размяна“, а вторият – тайно партньорство между бизнеса и правителството, което използва принуда, за да руши устоите на свободния пазар. (Ротбард е смятан за създател на термина „анархокапитализъм“). „Капитализъм“ в смисъла, в който анархокапиталистите използват термина, не трябва да се бърка с държавен монополен капитализъм, с „шуробаджанашки“ капитализъм, с корпоративизъм или със съвременните смесени икономики, където пазарните стимули и демотивиращи фактори могат да бъдат повлияни от действията на държавата. Следователно анархокапиталистите отхвърлят държавата, смятайки я за агресивен субект, който краде собственост (чрез данъци и отчуждаване), инициира агресия, притежава монопол върху използването на сила, употребява правомощията си, за да благоприятства едни юридически и физически лица за сметка на други, създава монополи, ограничава търговията и ограничава личните свободи чрез закони срещу наркотиците, задължително образование, военна повинност, закони за храната, морала и други подобни.
Много анархисти разглеждат капитализма като система, която според тях е авторитарна и йерархична по своята същност, и подкрепят отчуждаването на частната собственост. Съществува значително напрежение между тези леви анархисти и анархокапиталистите, като първите обикновено отхвърлят анархокапитализма като форма на анархизма и считат, че „анархокапитализъм“ е оксиморон, а вторите твърдят, че такова отчуждаване е контрапродуктивно и ще изисква наличието на държава. На диаграмата на Нолан, анархокапиталистите се намират в крайния горен връх, тъй като те отхвърлят държавната намеса както в стопанската, така и в личната сфера.
Анархокапиталистите твърдят, че държавата е инициатор на агресия, защото използва сила срещу хора, които не са откраднали частна собственост, не са повредили чужда собственост, не са нападнали никого и не са извършили измама. Много от тях твърдят също, че монополите често са корумпирани и неефективни. Според анархиста-теоретик Мъри Ротбард, всички държавни услуги, включително и полицейската защита, са неефективни, защото им липсва пазарно ориентиран механизъм на ценообразуване, регулиран от доброволните решения на потребители, които закупуват услуги, изпълняващи техните приоритетни нужди, както и на инвеститори, които търсят най-печелившите предприятия, в които да инвестират. Много анархисти твърдят също, че частните агенции за защита и частните съдилища ще трябва да имат добра репутация, за да останат на пазара. Освен това, Линда и Морис Танхил твърдят, че никакъв монопол, основан на принуда и сила, не би могъл да възникне на един наистина свободен пазар, както и че държавата не позволява на гражданите си да се откажат от нейните услуги и да изберат компетентни частни агенции за защита.
Ротбард основава своята философия на естественото право и предлага икономически обяснения, според които анархокапитализъмът е за предпочитане по прагматични причини. Дейвид Фридман заявява, че не е теоретик на абсолютните права, но също така „не е утилитарист“, обаче вярва, че „утилитарните аргументи обикновено са най-добрият начин да се защитят либертарианските възгледи“. Питър Лийсън твърди, че „идеята за анархия черпи своята сила от емпирични доказателства, а не от теории.“ Ханс-Херман Хопе, от своя страна, използва „аргументационна етика“ като основание за неговия „анархизъм с частна собственост“, което е по-близко до подхода на Ротбард.

Определям анархистичното общество като общество, където няма законова възможност за принудителна агресия срещу личността или имуществото на който и да било индивид. Анархистите се противопоставят на държавата, защото самото ѝ съществуване представлява такава агресия, а именно отнемането на частна собственост чрез данъчно облагане, принудителното изключване от нейната територия на други доставчици на услугата сигурност и отбрана, и всички останали грабежи и принуди, които са изградени върху тези два типа посегателства върху правата на личността.
—Мъри Ротбард в Общество и държава
Анархокапитализмът, формулиран от Ротбард и други, се придържа категорично към централната либертарианска аксиома за ненападение:

[...] Основната аксиома на либертарианската политическа теория твърди, че всеки човек е собственик на себе си, като притежава абсолютна юрисдикция над собственото си тяло. В действителност, това означава, че никой не може справедливо да нападне личността на друг. От това следва, че всеки човек е справедливо да притежава всеки безстопанствен ресурс, който присвои, като „смеси труда си“ с него. От тези две аксиоми – собственост върху себе си и първоначално придобиване на собственост – произтича основанието за цялата система на правата на собственост в едно свободно пазарно общество. Тази система установява правото на всеки човек върху собствената му личност, правото на дарение и завещание (и, същевременно, правото да получи завещание или наследство), както и правото на договорен обмен на собственост.

Защитата на принципа на себепритежанието у Ротбард произтича от това, че според него всички други алтернативи са оборими – а именно, нито една група хора не може да притежава друга група хора, както и никой не може да има само частична собственост върху своята личност. Ротбард отхвърля тези две възможности, тъй като от тях не може да се изведе универсална етика, т.е. справедлив природен закон, който да може да управлява всички хора, независимо от мястото и времето. Единствената алтернатива, която остава според Ротбард, е себепритежанието, което той вярва, че е едновременно аксиоматично и универсално.
Като цяло може да се каже, че аксиомата за ненападение е забрана за иницииране на сила или заплаха за използване на сила срещу лица (т.е. директно насилие, нападение, убийство) или срещу собственост (т.е. измама, взлом, кражба, данъчно облагане). Инициирането на сила обикновено се нарича агресия или принуда. Разликата между анархокапиталистите и другите либертарианци до голяма степен се състои в степента, в която те възприемат тази аксиома. Либертарианците-минархисти биха запазили държавата в по-малка и не толкова инвазивна форма, запазвайки най-малкото обществена полиция, съдилища и военни сили. Някои са склонни да приемат и допълнителни правителствени институции и програми. Анархокапиталистите, обратно, отхвърлят всякакво ниво на държавна намеса, определяйки държавата като принудителен монопол и като единственото юридическо лице в човешкото общество, което получава своите доходи от законна агресия, и следователно като лице, което по своята същност нарушава централната аксиома на либертарианството.
Някои анархокапиталисти, като Ротбард, приемат аксиомата за ненападение като вътрешен морален или природен закон. Ротбард определя анархизма от гледна точка на принципа за ненападение: той определя „анархията като система, която не осигурява правна основа за такова нападение [срещу личността и собствеността]“ и заявява, че „това, което анархизмът предлага да се направи, е да се премахне държавата, тоест да се премахне регламентираната институция на агресивната принуда“. В интервю за New Banner, Ротбард казва, че „капитализмът е най-пълното изражение на анархизма, и анархизмът е най-пълното изражение на капитализма“.

### Собственост

#### Частна собственост
Основополагащи за анархокапитализма са концепциите за себепритежание и първоначално придобиване на собственост:

Всеки е собственик на своето физическо тяло, както и на всички места и природни блага, които той заема и използва чрез тялото си, само при условие, че никой друг вече не е заел или използвал същите места и блага преди него. Това право на собственост върху „първоначално придобити“ места предполага неговото право да използва и да обработва тези места и вещи по какъвто начин той намери за добре, но при условие, че с това той не променя без разрешение физическата неприкосновеност на места и блага, първоначално придобити от друго лице. По-специално, след като място или вещ е първоначално придобито, както казва Джон Лок, чрез „смесване на труда“ с него, собствеността върху такива места и вещи вече може да бъде придобита само чрез доброволно – договорено – прехвърляне на правото на собственост от един на друг собственик.

В това се коренят правата на собственост при анархокапитализма, и по това те се различават от колективистичните форми на анархизма като анархо-комунизма, при който средствата за производство се управляват от цялата общност и продуктът на труда се колективизира и разпределя „според нуждите“. Анархокапиталистите се застъпват за индивидуална или споделена (т.е. частна) собственост върху средствата за производство и продукта на труда, независимо от какво индивидът се „нуждае“. По думите на Ротбард: „щом всеки човек има право да притежава собственото си тяло и щом той трябва да използва и преобразува материални природни обекти, за да оцелее, тогава той има право да притежава продуктите, който е създал.“ След като обектът се преобразува чрез труд, той може да мине в други ръце само чрез търговия или дарение; прехвърлянето чрез принуда се счита за нелегитимно. Първоначалното придобиване позволява на човек да претендира за всеки ресурс, който никога преди това не е бил използван, включително земя, и подобрявайки или използвайки този ресурс, той го притежава, с едно и също „абсолютно право“, както притежава собственото си тяло. Според Ротбард, собствеността може да възникне само чрез труд, затова придобиването на земя не е легитимно, ако някой просто го обяви, или изгради ограда около нея; единствено използвайки земята – чрез „смесване на труда“ с нея – първоначалното придобиване е легитимно: „Всеки опит да се предявят претенции върху нов ресурс, който никой не използва, би следвало да се счита за посегателство върху правото на собственост на онзи, който първи ще го използва в бъдеще.“ Ротбард твърди, че ресурсът не е необходимо да продължи да се използва, за да остане собственост на лицето, „защото след като труда му се смеси с природния ресурс, той остава негова собствена земя. Неговият труд е безвъзвратно смесен със земята, и затова земята принадлежи на него или неговите правоприемници за вечни времена“. На практика, по отношение на собствеността върху земята, анархокапиталистите признават, че са налице малко (ако има такива) парцели, останали на Земята, чиято собственост не е получена, в един или друг момент, в нарушение на този принцип – чрез изземване от страна на държавата или чрез прехвърляне в частни ръце със съдействието на държавата. Ротбард казва:

Не е достатъчно да се призовава само към защита на „правата на частна собственост“; трябва да има адекватна теория за справедливостта на правото на собственост, иначе всеки имот, който някоя държава някога е постановила да бъде „частен“, сега трябва да бъде защитаван от либертарианците, без значение колко е била несправедлива процедурата или колко вредни последиците.

В „Правосъдие и право на собственост“ Ротбард казва, че „всеки собственик, който може да бъде идентифициран (жертва на кражба или негов наследник) трябва да получи собствеността си“. Специално за робството в САЩ, Ротбард казва, че в много случаи „старите плантации и наследниците и потомците на бившите роби могат да бъдат точно определени, и репарациите биха могли да бъдат много специфични“. Той вярва, че робите по право трябва да притежават всички земи, върху които са били принуждавани да работят, съгласно принципа на първоначалното придобиване. Относно имуществото, притежавано от държавата, Ротбард се застъпва за неговото конфискуване и връщане в частния сектор: „всяко имущество в ръцете на държавата е в ръцете на крадци и трябва да се освободи възможно най-бързо“. Например той предлага държавните университети да бъдат завзети от студенти и преподаватели на принципа на първоначалното придобиване. Ротбард също подкрепя отнемането на номинално „частна собственост“, ако тя е резултат от държавна принуда, като например предприятия, които получават помощи и субсидии. Той предлага работниците да конфискуват предприятията, които получават поне 50% от финансирането си от държавата. Той казва: „Това, срещу което ние либертарианците възразяваме, не е правителството само по себе си, а престъпността; възразяваме срещу несправедливите или престъпни права на собственост; това, което подкрепяме, не е „частната“ собственост сама по себе си, а справедливата частна собственост, която не е престъпна“. По същия начин Карл Хес казва: „либертарианството иска да развие принципите на собственост, но по никакъв начин не желае да защити, волю-неволю, всичката собственост, която сега се нарича частна... Голяма част от тази собственост е открадната. Голяма част е със съмнителни права. Всичката е дълбоко преплетена с една неморална, принудителна държавна система“. Като приемат аксиоматична дефиниция на „частна собственост“ и имуществени права, анархокапиталистите отричат легитимността на държавата по принцип:

Защото, освен че отхвърля като несправедливи всички дейности като убийство, изнасилване, грабеж, кражба и измама, етиката на частната собственост също е несъвместима със съществуването на държава, тоест на агенция, която притежава задължителен териториален монопол върху окончателното вземане на решения (юрисдикция) и/или правото на данъчно облагане.

#### Интелектуална собственост
По въпроса за интелектуалната собственост има противоречия както сред анархокапиталистите, така и сред либертарианците като цяло.
Тъй като анархокапиталистите се противопоставят на съществуването дори на минимална държава, тяхната идеология изисква всички функции, свързани с определянето на правила за интелектуалната собственост и тяхното прилагане, да бъдат предоставяни чрез институции от частния сектор.
Мъри Ротбард подкрепя идеята авторите да могат да предоставят своите произведения за ползване от други, като в договорите за ползване създаването на копия може да бъде забранено или ограничено за неопределен срок от време. По този начин той подкрепя авторското право, произтичащо от договори, засягащи физическите носители на информация, но отхвърля интелектуалната собственост като категория и патентите в частност. Ротбард заявява, че участието на държавата в определянето на произволни ограничения върху продължителността, обхвата и т.н. на интелектуалната собственост, за да се „насърчи развитието на науката и изкуствата“, е изначално проблемно: „по какъв стандарт съдим, че разходите за наука са „твърде много“, „твърде малко“, или точно колкото трябва?“ Той твърди, че законите за интелектуалната собственост могат да попречат на иновациите, защото конкурентите биха могли за неопределено време да се откажат от по-нататъшни изследвания в общата област, обхваната от даден патент, тъй като съдът може да сметне техните подобрения за нарушения на съществуващия патент; притежателят на патента няма интерес да провежда допълнителни изследвания в същата област, тъй като привилегията отнема стимула за подобряване на неговото изобретение за целия период на действие на патента.
Морис и Линда Тенхил предлагат идеите, под формата на изобретения, да бъдат регистрирани в частна база данни; изобретателят тогава ще може да купи застраховка срещу кражба и неоторизирано търговско използване на изобретението, а застрахователната компания ще се погрижи да компенсира изобретателя за всякакви загуби, претърпени в резултат на такова нарушение, както и да спре такова неразрешено използване.
Сред противниците на правата върху интелектуална собственост са Уенди Макелрой, Том Г. Палмър, Анри Льопаж, Баудевейн Букаерт и Норман Стефан Кинсела.
Кинсела посочва, че патентите могат да бъдат неефективни, тъй като те отклоняват ресурси от научните изследвания и ги пренасочват към дейности по регистриране на патенти и съдебни дела. Той отбелязва, че теоретичните изследвания не могат да бъдат патентовани толкова лесно, колкото практическите изследвания и по този начин теоретичните изследвания получават относително малко финансиране. Освен това той твърди, че правото на собственост може да се прилага само до ресурси, които са оскъдни, а интелектуалната собственост не е такъв ресурс. Кинсела също така твърди, че единственият начин правата на интелектуална собственост да бъдат приложени е като се ограничат правата на физическа собственост на другите.
Дейвид Д. Фридман заема неутрална позиция по отношение на интелектуалната собственост, като твърди, че „има добри аргументи и от двете страни на този въпрос“.

#### Обществена собственост
Въпреки че анархокапиталистите защитават правото на частна собственост, някои анархокапиталисти посочват, че съвместна (т.е. обществена) собственост може да съществува по право в една система на анархокапитализъм. Както един индивид става собственик на това, което е било безстопанствено, като смесва труда си с него или го използва редовно, така цяла общност или общество може да притежава нещо общо чрез колективно смесване на труда, което означава, че нито едно отделно лице не може да го присвои. Това може да се прилага за пътища, паркове, реки, както и части от океаните. Анархокапиталистическия теоретик Родерик Лонг дава следния пример:

Да вземем например едно село близо до езеро. Селяните често ходят до езерото на риболов. В ранните дни на общността е трудно да се стигне до езерото заради храсти и паднали клони по пътя. Но с течение на времето пътят се разчиства и се образува пътека – не чрез някакви координирани усилия, а просто като резултат от минаването на всеки, ден след ден. Разчистеният път е продукт на труда – не на нечий личен труд, а на труда на всички заедно. Ако някой селянин реши да се възползва от вече създадения път, като го прегради и събира такса, той ще наруши правото на колективна собственост, което селяните заедно са получили.

Въпреки това, тъй като при имотите, които са обща собственост, нивото на отчетност намалява с увечличаване на броя на собствениците, и консенсусът относно решенията за използване и поддръжка на имота е пропорционално по-малко вероятен, анархокапиталистите обикновено се отнасят с недоверие към комуналните договорености и се стремят да ги избегнат. Приватизацията, децентрализацията и индивидуализацията често са цели на анархокапиталистите. В някои случаи обаче те не само са трудни за осъществяване, а се смятат за почти невъзможни. Установените океански маршрути, например, обикновено се смятат за недостъпни за частно придобиване.
Анархокапиталистите посочват екологично разрушителните тенденции на държавата и други комунални договорености. Замърсяването на въздуха, водата и земята, например, се разглежда като резултат от колективизацията на собствеността. Централните правителства обикновено отхвърлят индивидуални или колективни искове срещу замърсители с цел да се гарантира „общественото благо“, а много политици оправдават правното или икономическо подпомагане на тежката индустрия, за да се създадат работни места в рамките на определен политически район.

### Икономика
Австрийската икономическа школа поставя под съмнение жизнеспособността на социализма и централно планираната икономическа политика. Ойген фон Бьом-Баверк, колега на основателя на австрийската школа Карл Менгер, пише една от първите критики на социализма в своя трактат „Експлоатационната теория на социализма и комунизма“. По-късно Фридрих фон Хайек издава „Пътят към робството“, където твърди, че при плановата икономика липсва информационната функция на пазарните цени, и че централната власт по отношение на икономиката води до тоталитаризъм.
Ротбард се опитва да слее австрийската икономика с класическия либерализъм и анархо-индивидуализма. Той написва първата статия, в която се застъпва за „анархизъм на частната собственост“, през 1949 г., а по-късно използва името „анархокапитализъм“. Той е може би първият, който ползва определението „либертарианец“ в сегашния, разпространен в САЩ, про-капиталистически смисъл. Oбразованието му е в областта на икономиката, но произведенията му са свързани също с историята и политическата философия. Като млад той се смята за част от „Старата Десница“, анти-етатистки и анти-интервенционистки клон на Републиканската партия. В края на 1950 г. за кратко се свързва с Айн Ранд, но по-късно имат разногласия. Когато интервенционистите придобиват влияние в Републиканската партия през 1950, Ротбард се отделя от тази група и за кратко време се свързва с леви антивоенни групи. Той вярва, че интервенционистите са теоретично по-близки до левите империалисти, особено по отношение на троцкизма. Ротбард първоначално се противопоставя на създаването на Либертарианската партия, но се присъединява през 1973 г. и се превръща в един от водещите активисти.

### Договорно общество
Обществото в представите на анархокапиталистите е наречено „договорно общество“ („...общество, основано единствено на доброволни действия, изцяло невъзпрепятствани от насилие или заплахи за насилие“), в което според тях системата ще разчита на правна рамка, съставена изцяло от доброволни споразумения (договори) между физически лица. Трудно е да се предскаже как точно биха изглеждали всички особености на това общество поради сложността на една такава система от договори.
Конкретно следствие от това е, че прехвърлянето на собственост и предоставянето услуги трябва да бъде доброволно за двете страни. Външни лица не могат да принудят човек да приеме или да отхвърли дадена сделка. Един работодател може да предлага изгодни застраховки за еднополовите двойки; друг може да откаже да признае всеки брачен съюз извън неговата религия. Хората са свободни да сключват или да отхвърлят договорни споразумения, както им е удобно.
Ротбард посочва, че корпорациите биха съществували в едно свободно общество, тъй като те са просто обединение на капитали. Той казва, че ограничената отговорност би могла да съществува и по силата на договор: „Не всички корпорации са привилегировани монополи; те са свободни сдружения на физически лица, които обединяват своите капитали. На един чисто свободен пазар, такива хора просто биха обявили пред кредиторите си, че тяхната отговорност е ограничена до капитала, специално инвестиран в корпорацията ...“
Корпорациите, създадени по този начин обаче не биха могли да възпроизведат ограничената отговорност за задължения, възникнали без договор, от която се възползват – като например ограничена отговорност за щети при екологични катастрофи или наранявания на хора. Самият Ротбард отбелязва, че „ограничената отговорност за нарушение на закона е нелегитимна, специална привилегия“.
Съществуват ограничения върху правото на договаряне при някои интерпретации на анархокапитализма. Самият Ротбард твърди, че правото за сключване на договор се основава на неотменимите права на човека, и следователно всеки договор, който нарушава тези права, може да бъде анулиран по желание, така че например да е невъзможно човек доброволно да се продаде в робство. Други интерпретации заключават, че да се забраняват такива договори само по себе си би била неприемливо инвазивна намеса в правото на договаряне.
В правото на договаряне влиза и правото на всеки да сключва договор, с който да бъде нает на работа от друг. За разлика от анархокомунистите, анархокапиталистите подкрепят свободата на индивидите да бъдат самонаети или да се договарят така, че да бъдат служители на други хора, в зависимост от техните предпочитания, както и свободата да плащат и получават заплати. Някои анархокапиталисти биха предпочели самостоятелната заетост да преобладава спрямо наемния труд. Например Дейвид Фридман изразява предпочитание едно общество, където „почти всеки е самонает“ и „вместо корпорации има големи групи от предприемачи, свързани помежду си с търговия, а не с власт. Всеки ще продава не труда си, а продукта на труда си.“ Други, като Ротбард, не изразяват едно или друго предпочитание, но оправдават заетостта като естествено явление в условията на свободен пазар, което по никакъв начин не е неморално.

### Ред, законност и употреба на насилие
Различните поддръжници на анархокапитализма предлагат и различни негови форми. Една област на разногласия е правото. Морис и Линда Тенхил в „Пазарът на свободата“ се противопоставят на всякакво формално законово право. Те твърдят, че е достатъчно човек да се запита има ли агресия на един човек срещу друг (вж. деликт и договорно право), за да се реши дали дадено действие е правилно или грешно. Ротбард обаче, въпреки че също подкрепя естествената забрана за агресия и измама, подкрепя и създаването на взаимно договорен централизиран либертариански правен кодекс, който частните съдилища доброволно ще се задължат да прилагат.
За разлика от Тенхил и Ротбард, които виждат общите идеи за етика и морал като необходимо условие, Дейвид Фридман предлага „системите от закони да бъдат създавани с цел печалба на свободния пазар, точно както сега се произвеждат книги и сутиени. Може да има конкуренция между различните марки закони, точно както има конкуренция между различните марки автомобили“. Фридман казва, че „още не е проверено“ дали това ще доведе до либертарианско общество. Според него е възможно по този начин да се получат и не-либертариански закони, като например закони срещу наркотиците, обаче смята, че това би било рядко срещано, тъй като „ако стойността на един закон за неговите поддръжници е по-малка от цената, която той представлява за неговите жертви, този закон [...] няма да оцелее в едно анархокапиталистическо общество.“
Анархокапиталистите приемат колективната защита на личната свобода (т.е. съдилища, военни или полицейски сили) само ако такива групи се формират и разходите им се покриват на изрично доброволна основа. Проблемът не е само, че отбранителните услуги на държавата се финансират от данъчното облагане, но и че държавата се смята за единствения субект, който законно може да упражнява физическа сила. Това означава, че тя насилствено пречи на частния сектор да предоставя цялостна сигурност под формата на полицейски и съдебни системи за защита на лицата от агресори. Анархокапиталистите смятат, че държавата няма някакъв по-висок морал, който да предоставя на нея, но не и на частни лица, правото да използва физическа сила, за да се ограничат агресорите. Също така, според анархокапиталистите, ако се допусне конкуренция в предоставянето на сигурност, цените биха били по-ниски и услугите биха били по-добри. Според Молинари „при един режим на свободата, естествената организация на услугите за сигурност няма да бъде различна от тази на другите сектори.“ Поддръжниците изтъкват, че частни системи за правосъдие и отбрана вече съществуват и се формират естествено там, където на пазара му е позволено да компенсира провала на държавата: частен арбитраж, охранители, доброволни квартални патрули и т.н. Тези частни съдилища и полиция понякога биват наричани „частни отбранителни агенции“.
Защитата на онези, които не могат да си позволят да я заплащат, може да се финансира от благотворителни организации, които разчитат на доброволни дарения (вместо от държавни институции, разчитащи на принудително данъчно облагане) или да се осъществява чрез кооперация за взаимна помощ и защита на група лица.
Суброгацията, която позволява изплащане на обезщетенията, дължими от агресора, намалява разходите за застраховане и може сама по себе си да създаде нов бизнес, който да позволява на жертвите бързо и лесно да възстановят щетите си. Идеята за прехвърляне на правата за обезщетение е разглеждана от теоретика Джон Фредерик Косанке. Агенциите за обезщетение могат да използват агенции-поръчители, частни детективи, частни огранизации за разрешаване на спорове, както и частни агенции за ограничаване на агресорите, според нуждите. Вместо да трябва да плащат и да чакат, за да получат обезщетение, жертвите могат да продадат на тези агенции правата върху обезщетението. Тази схема може да бъде сравнена с договорното естество на системата „годорд“, използвана от конкуриращите се вождове в средновековна Исландия.
Подобно на класическия либерализъм, и за разлика от анархо-пацифизма, анархо-капитализмът разрешава използването на сила, за да се защитят лицата и техните имоти. Допустимата степента на тази защитна употреба на сила е обект на спорове между анархокапиталистите. Наказателното правосъдие, което означава ответна сила, често е част от хипотетичните договори, предлагани за основа на анархокапиталистическото общество. Някои смятат, че затворите и принудителния труд биха били оправдани институции за справяне с онези, които нарушават общоприетите имуществени отношения, докато други смятат, че принудителното изгнание и имотното обезщетение са достатъчни.
Брус Л. Бенсън твърди, че законите могат да наложат наказания за умишлени незаконни действия с цел възпиране на престъпността. Например, един крадец, който влиза в къща, но е хванат, преди да вземе каквото и да е, все пак ще дължи обезщетение на жертвата за нарушаване на неприкосновеността на неговите права на собственост. Бенсън е на мнение, че въпреки липсата на обективно измерими загуби в такива случаи, „стандартизирани правила, обикновено възприемани като справедливи от членовете на общността, по всяка вероятност ще се установят чрез прецедент, позволявайки да се определят плащания, които са разумни и уместни за повечето престъпления.“ Съпрузите Тенхил дават подобен пример, като отбелязват, че банков обирджия, който е имал пристъп на разкаяние и е върнал парите, все пак ще дължи обезщетения за това, че е застрашил живота и безопасността на служителите и клиентите, както и разходите на агенцията за защита, която е отговорила на призива на касиера за помощ. Но загубата на репутация за крадеца би била още по-вредна за него. Специализирани фирми биха поддържали списъци на агресорите, така че всеки, който иска да прави бизнес с някого, първо да може да провери досието му. Банковият обирджия би влязъл в черните списъци на застрахователните компании, а други фирми също няма да са склонни да сключват договори с него.
Един особен вид приложение на насилие със защитна цел е революционното насилие (включително и евентуална анархокапиталистическа революция) срещу тиранични режими. Много анархокапиталисти се възхищават на Американската революция като легитимен акт на хора, които работят заедно, за да се борят срещу тираничните ограничения на техните свободи. В действителност, според Ротбард, Американската революционна война е единствената война с участието на САЩ, която може да бъде оправдана. Някои анархокапиталисти, като Самюъл Едуард Конкин III, смятат, че насилствената революция е контрапродуктивна и предпочитат доброволните форми на икономическо отцепване, доколкото са възможни.

## Клонове на анархокапитализма
Двата основни морални подхода към анархокапитализма се различават по отношение на това дали се застъпват за анархокапиталистическо общество на основата на деонтологична етика, консеквенциализъм, или двете заедно. Естественоправният анархокапитализъм, застъпван от Ротбард, се основава на идеята, че от естественото право може да бъде изведена всеобща правна система. Някои други анархокапиталисти не разчитат на представата за естествените права, а представят икономическа обосновка на капиталистическото общество със свободен пазар. Последният подход се прилага от Дейвид Фридман в „Механизмът на свободата“. Също така, за разлика от други анархокапиталисти, най-вече Ротбард, Фридман не се опитва да отрече теорията на неокласическата литература за „провала на пазара“, а вместо това открито прилага същата теория както върху пазара, така и върху държавните институции, за да сравни крайния резултат.
Според Косанке този дебат е без значение, тъй като в отсъствието на законово право принципът за недопускане на агресия се прилага по естествен път, тъй като лицата автоматично носят отговорност за действията си според сключените договори и приетите правила за обезщетение. Общности от суверенни индивиди по естествен път изключват агресорите по същия начин, по който основните етични принципи по естествен път се налагат в практиката между конкурентни предприятия на пазара. Според него единственото, което се нуждае от обсъждане, е естеството на договорния механизъм, който да премахне държавата или да предотврати нейната поява там, където вече са създадени общности от нов тип.

## Анархокапитализъм и други анархистки школи
Анархизмът, както в колективистичната, така и в индивидуалистичната си форма, обикновено се смята за крайнолява и анти-капиталистическа идеология, която изповядва социалистически икономически теории като комунизъм, синдикализъм и мутуализъм. Тези анархисти вярват, че капитализмът е несъвместим със социалното и икономическо равенство, и следователно не признават анархокапитализма като теория, принадлежаща към анархизма. По-специално, те твърдят, че капиталистическите сделки не са доброволни, и че поддържането на класовата структура на капиталистическото общество изисква принуда, която е несъвместима с анархисткото общество.
Мъри Ротбард твърди, че капиталистическата система днес не е анархистична, точно защото често работи съвместно с държавата. Според Ротбард „това, което Маркс и авторите след него правят, е да събират две напълно различни и дори противоречащи си понятия и действия под един и същи термин. Тези две противоречащи си понятия са това, което аз бих нарекъл „капитализъм на свободния пазар“, от една страна, и „държавен капитализъм“, от друга. [...] Разликата между свободния пазарен капитализъм и държавния капитализъм [...] се състои точно в разликата между мирната и доброволна размяна, от една страна, и от друга – насилственото отнемане на собственост. Държавният капитализъм неизбежно създава всякакви проблеми, които стават неразрешими.“
Ротбард твърди, че анархокапитализмът е единствената форма на анархизма, която би могла да съществува в действителност, тъй като според него всяка друга форма предполага авторитарно налагане на политическа идеология, като преразпределение на частната собственост. Според този аргумент, свободният пазар е просто естествена ситуация, която би се получила сред хора, които са свободни от власт, и води до създаването на всички доброволни сдружения в обществото: кооперации, организации с нестопанска цел, фирми и т.н. Освен това, анархокапиталистите, както и класическите либерални минархисти твърдят, че прилагането на леви анархистки идеали може да стане само ако съществува някакъв вид авторитарен орган, който да ги наложи. За да се попречи на хората да натрупват частен капитал, непременно трябва да има преразпределителна организация от някакъв вид, която по същество ще има право насила да налага данъци и да преразпределя получените средства сред по-голяма група от хора. Такъв орган би имал политическа власт и не би бил нещо по-различно от държава. Разликата между подобен режим и анархокапиталистическата система е точно в доброволния характер на организацията при анархокапитализма, който контрастира с централизираната идеология и механизма за прилагането ѝ, който би бил необходим при една принудително егалитарна анархистка система.
Въпреки това, Ротбард пише есе, публикувано посмъртно, озаглавено „Либертарианците „анархисти“ ли са?“, където проследява етимологичните корени на анархистката философия и в крайна сметка идва до извода, че „...откриваме, че всички анархисти са ирационални колективисти, и следователно на позиция, диаметрално противоположна спрямо нашата. Никоя от обявилите се за анархистки групи не съответства на либертарианската позиция, дори и най-добрите от тях имат нереалистични и социалистически елементи в своите доктрини [...] следователно ние трябва да заключим, че не сме анархисти, и че тези, които ни наричат анархисти, не стоят на твърда етимологична почва и не познават историята. От друга страна, ясно е, че не сме и архисти: ние не вярваме в създаването на тираничен централен орган, който да осъществява принуда [...] Може би, тогава, можем да се наречем с ново име: нонархисти“.

## История

### Класически либерализъм
От теченията, които имат основно влияние върху анархокапитализма, класическият либерализъм е с най-дълга история. Класическите либерали разглеждат две основни теми, откакто Джон Лок за пръв път развива тази философия: свободата на човека и ограниченията на държавната власт. Свободата на човека се изразява под формата на естествени права, а ограничаването на държавата е базирано (според Лок) върху теорията на съгласието.
През 19 век класическите либерали водят атака срещу етатизма. Например Фредерик Бастиа („Законът“) пише: „държавата е най-голямата фикция, чрез която всеки се опитва да живее за сметка на всички останали.“ Хенри Дейвид Торо пише: „От сърце поддържам идеята, че най-добро е това правителство, което управлява най-малко, та бих желал да я видя по-скоро и последователно осъществена на практика. Бъде ли приложена, в последна сметка тя ще придобие също тъй верния според мен смисъл, че най-добро е това правителство, което изобщо не управлява, и когато хората узреят за подобно правителство, ще го имат.“.
В началото либералите смятат, че държавата трябва да ограничи ролята си до защита на свободата на личността и собствеността, и се противопоставят на всякакви икономически регулации, освен най-минималните. „Нормативното ядро“ на класическия либерализъм е идеята, че в условията на ненамеса се заражда спонтанен ред на сътрудничество в обмена на стоки и услуги, отговарящ на човешките нужди. Някои индивидуалисти осъзнават, че самата либерална държава отнема имущество насилствено чрез данъците, за да финансира своите услуги за защита и поради това изглежда логично непоследователно да се осъжда кражбата, а в същото време да се подкрепя данъчно-финансираната защита. Така те се застъпват за това, което може да се разглежда като крайна форма на класическия либерализъм, подкрепяйки идеята за защита, заплащана с доброволни вноски и осигурявана от конкурентни частни доставчици. Един от първите либерали, които обсъждат възможността за приватизация на защитата на личната свобода и собственост, е Якоб Мовийон през 18 век. По-късно, през 1840, Юлиус Фаухер и Гюстав де Молинари подкрепят същото.
Молинари в есето си „Производството на сигурност“ твърди: „Никое правителство не трябва да има правото да попречи на друго правителство да се конкурира с него, или да изисква от потребителите на сигурност да идват единствено при него за тази стока.“ Молинари и другите антидържавни либерали основават мотивите си върху либералните идеи и класическата икономика. Според историка и либертарианец Ралф Рейко, тези либерални философи откриват „форма на индивидуалистичния анархизъм, или, както бихме го нарекли днес, анархокапитализъм или пазарен анархизъм“. За разлика от либерализма на Лок, който вижда държавата като развиваща се от обществото, антидържавните либерали виждат основно противоречие между доброволните взаимодействия между хората – обществото – и силовите институции – държавата. Тази идея за „общество срещу държава“ е изразена по различни начини, например природно общество срещу изкуствено общество, свобода срещу власт, договорно общество срещу общество на властта, индустриално общество срещу войнстващо общество. Антидържавната либерална традиция в Европа и САЩ продължава след Молинари в ранните трудове на Хърбърт Спенсър, както и при мислители като Пол Емил дьо Пюи и Оберон Хърбърт.
В началото на 20 век антидържавният либерализъм е поет от американската „Стара десница". Това са минархисти, пацифисти, анти-империалисти, които по-късно се противопоставят на Новия курс. Някои от най-забележителните членове на Старата десница са Албърт Джей Нок, Роуз Уайлдър Лейн, Изабел Патерсън, Франк Ходоров, Гарет Гарет, и Х. Л. Менкен. През 1950-те, новият „фюжън консерватизъм“, наричан още „консерватизъм на Студената война“, застъпва дясното крило в САЩ, като е подчертано анти-комунистически. Това кара либертарианската Стара десница да се отцепи от десницата, да потърси съюзи с антивоенното движение (което е предимно ляво), и да основе специални либертариански организации като Либертарианската партия в САЩ.

### Индивидуалистичен анархизъм в САЩ (19 век)
Ротбард е повлиян от трудовете на американските индивидуалистични анархисти от 19 век (които, от своя страна, са повлияни от класическия либерализъм). През 1949 г. той отхвърля идеите за държава с минимална намеса и подкрепя индивидуалистичния анархизъм. През 1965 г. Ротбард Казва: „Лизандър Спунър и Бенджамин Т. Тъкър са ненадминати като политически философи и нищо не е по-необходимо днес от това да се възроди и развие почти забравеното наследство, което те са оставили в политическата философия.“ Въпреки това, той смята, че те имат погрешно разбиране за икономиката. Индивидуалистите от 19 век възприемат трудовата теория за стойността, повлияна от класическите икономисти, но Ротбард е последовател на австрийската икономика, която не се съгласява с трудовата теория за стойността. Така Ротбард обединява идеите за свободен пазар и частни агенции за ред и отбрана на американските индивидуалисти от 19 век с принципите на австрийската икономика: „В мислите, известни като „австрийска икономика“ има научно обяснение на механизмите на свободния пазар (и на последиците от намесата на правителството в този пазар), което индивидуалистичните анархисти лесно биха могли да включат в своя политически и социален светоглед“. Според Тъкър нерегулираната банкова и парична система би предизвикала увеличаване на паричното предлагане, така че лихвените проценти биха паднали до нула или близко до нулата. Ротбард обаче твърди, че икономическите последици от политическата система, за която индивидуалистите се застъпват, няма да доведат до икономика, в която на хората да се заплаща пропорционално на положения труд, нито печалбата и лихвата биха изчезнали.
В „Доктрината Спунър-Тъкър: погледът на един икономист“ той обяснява, че на първо място Тъкър погрешно мисли, че паричното предлагане ще се увеличи, защото в условията на свободен пазар то ще се саморегулира. В противен случай то би довело до инфлация, така че вероятно не е желателно да се увеличава предлагането на пари на първо място. На второ място, той казва, че Тъкър погрешно мисли, че лихвите ще изчезнат, защото хората като цяло не желаят да заемат парите си на други безвъзмездно, така че няма причина, поради която това да се промени, само защото банковата система е нерегулирана. Също така, Тъкър възприема трудовата теория за стойността. В резултат на това той смята, че в условията на свободен пазар хората ще получат заплащане, пропорционално на вложения труд, и в противен случай би ставало въпрос за експлоатация или лихварство. Както той обяснява в „Държавния социализъм и анархизъм“, неговата теория е, че нерегулираната банкова система би създала повече пари на разположение и че това би позволило масовото създаване на нови предприятия, което от своя страна ще повиши търсенето на работна ръка. Това го кара да вярва, че трудовата теория за стойността ще възтържествува и равните количества вложен труд ще получават равно заплащане. Отново, както и неокласическите икономисти, Ротбард не се съгласява с трудовата теория. Той вярва, че в условията на свободен пазар, цените на стоките и услугите са пропорционални на тяхната пределна полезност, а не на количеството труд. Според него няма нищо експлоататорско в това хората да получават възнаграждение според това колко купувачите на техните услуги ценят техния труд или произведеното от труда им.
Бенджамин Тъкър не одобрява огромната концентрация на богатството, която според него е станала възможна благодарение на намесата на правителството и държавната защита за монополите. Според него най-опасната държавна намеса е изискването лицата да получат лиценз, за да се занимават с банково дело, което според него представлява забрана за издаване на частни пари. Той вярва, че заради това капиталът се концентрира в ръцете на малцина привилегировани, които той нарича „банковия монопол“. Тъкър твърди, че всеки трябва да може да се занимава с банкова дейност когато пожелае, без да се изисква държавно разрешение, и да издава свои собствени пари. Въпреки че е привърженик на ненамесата, в по-късните си години той казва, че намесата на държавата в някои случаи е позволила крайна концентрация на ресурси до такава степен, че дори и да се установи политика на свободен пазар, би било твърде късно, за да може принципите на конкуренцията да освободят тези ресурси (давайки Standard Oil като пример). Анархокапиталистите също се противопоставят на правителствените ограничения върху банкирането. Те, както и всички австрийски икономисти смятат, че монополизирането се улеснява и разширява чрез държавната намеса. Американските индивидуалистични анархисти от 19 век като Тъкър и Лизандър Спунър отдавна твърдят, че монополът върху парите и земята пречи на свободната пазарна икономика да работи.
От особено значение за Тъкър и Спунър, както и за анархокапиталистите, са идеите за „суверенитета на личността“ в условията на пазарна икономика, и противопоставянето на колективизма. Определящ момент, с който те се съгласяват е, че защитата на свободата и собствеността следва да бъде предоставяна на свободния пазар, а не от държавата. Тъкър казва: „Защитата е услуга като всяка друга; тя е полезен и желан труд, и следователно икономическа стока, предмет на закона за търсенето и предлагането; в условията на свободен пазар тази стока ще бъде предлагана на рентабилната си цена; където има конкуренция, клиентите ще отидат при онези, които дават най-добрия артикул на най-ниска цена; производството и продажбата на тази стока са монополизирани от държавата и тя, като почти всеки монополист, изисква прекомерни цени.“

## Исторически прецеденти, подобни на анархокапитализма

### Средновековна Исландия
Според либертарианеца теоретик Дейвид Фридман „Средновековните исландски институции имат няколко особени и интересни характеристики – те изглеждат почти сякаш са били изобретени от луд икономист, за да проверят до каква степен пазарните системи биха могли да изместят държавата в най-основните ѝ функции“. Макар и да не я определя директно като анархокапитализъм, той твърди, че исландската Общност между 930 и 1262 има „някои функции“ на анархокапиталистическото общество – въпреки че е имало единна правна система, прилагането на закона е било изцяло частно и до голяма степен „капиталистическо“, така че осигурява пример за това как едно такова общество би могло да функционира. „Дори там, където исландската правна система е признавала съществуването на „обществени“ престъпления, тя е давала на частни лица (в някои случаи, избрани чрез жребий измежду засегнатите) правото да разследват случая и да събират глобите, като по този начин правораздаването се вписва в система, която по същество е частна.“

### „Дивия Запад“
Според проучване на Тери Л. Андерсън и П. Дж. Хил, Старият Запад в САЩ в периода от 1830 – 1900 е подобен на анархокапитализма, тъй като „частни агенции дават необходимата основа за организирано общество, в което собствеността е защитена и конфликтите биват решавани“, и че общоразпространеното схващане, че Старият Запад е бил хаотичен и правата на собственост рядко са били зачитани, е неправилно. Тъй като заселниците не са могли да придобиват права върху западните земи по федералните закони на САЩ, те са образували извънправни организации, за да попълнят празнотата. Бенсън обяснява:

Всеки поземлен клуб и всяко сдружение на собственици приема свой собствен писмен договор, който създава законите, осигуряващи средствата за определяне и защита на правата на собственост върху земята. Те установяват процедури за регистрация на претенциите върху земите, както и за защита на тези претенции спрямо външни лица и за решаване на евентуални вътрешни спорове. Взаимните договорености за защита се спазват само ако членовете спазват правилата на сдружението и решенията на неговия съд. Всеки, който отказва, бива отлъчен. Бойкот от сдружението на собствениците означава, че дадено лице не може да разчита на защита от агресия.

Според Андерсън „Ако определим анархокапитализма като минимално управление с права на собственост, развити от долу нагоре, западните територии са били анархокапиталистически. Хората по тези места сами са създали институциите, които да отговорят на ограниченията, с които се сблъскват.“

## Критика
Анархокапитализмът бива критикуван на морална и прагматична основа; на основата на твърдението, че не може да бъде поддържан като стабилна система; както и на основата на твърдението, че анархията и капитализмът са несъвместими.

### Правосъдие и обществен ред
Някои критици на анархокапитализма не са съгласни правосъдието да се превръща в стока; според тях, частните съдилища и охранителни фирми биха облагодетелствали тези, които плащат повече за услугите им. Рандъл Г. Холкъм твърди, че отбранителните агенции биха могли да образуват картели и да потискат хората без страх от конкуренция.
Философът Албърт Мелцер твърди, че щом анархокапитализмът защитава идеята за „частни армии“, той всъщност подкрепя „ограничена държава“. Според него единственият възможен анархизъм трябва да е свободен, комунистически и да не поражда нужда от противопоставяне и репресия.
Робърт Нозик в „Анархия, държава и утопия“ твърди, че анархокапиталистическо общество неизбежно ще се превърне в минархия чрез неизбежната поява на монополна агенция за охраната и правосъдие, която вече няма да има конкуренция. Според него анархокапитализмът води до нестабилна система, която не издържа в реалния свят. Пол Бърч твърди, че правните спорове, свързани с различни юрисдикции и различни правни системи, ще бъдат твърде сложни и скъпи. По този начин най-голямата частна фирма за защита в дадена територия ще се превърне в естествен монопол.
Фундаменталният принцип за „недопускане на агресия“ има известни пропуски. Според дефиницията си „агресията“ означава, когато човек съзнателно причинява вреда на друг. Известен е следният пропуск в „принципът за недопускане на агресия“, свързан с точната граница и дефиниция на принципа. Този пропуск също се нарича и „забавена агресия“ и той е следният:
В ситуация, която един човек иска да упражни насилие над друг – например го заплашва с нож и/или го набожда и го обира – това би било нарушаване на принципа за недопускане на агресия и би било подсъдимо в едно анархокапиталистическо общество. В този случай „агресията“ бива проявена мигновено, без някакво „забавяне“. Обаче в случай, че един човек продава цигари на друг (отново в същото анархокапиталистическо общество), знаейки, че тези цигари ще причинят вреда и различни болести на купувача, това също би следвало да бъде „агресия“, според принципите на анархокапитализма, защото продавача съвсем доброволно и съзнателно причинява вреда на купувача на цигари (по същия начин, по който и нападателят с нощ прави с жертвата си), макар и със „забавяне“. Този пример поражда коренни въпроси в идеята за анархокапитализма, а именно: Дали това означава, че продавачът би бил подсъдим по същия начин, по който и нападателят с нож? Трябва ли да се направи изключение? Ако се направи изключение във фундаментален принцип, това ще бъде прецедент за повече такива изключения, докато не се изгуби цялостната идея на обществото. Такива и подобни други дупки в основните принципи биват обект на критика на противниците на идеята за анархокапитализма.

### Права и свободи
Много анархокапиталисти смятат, че т.нар. негативни права следва да бъдат признати за легитимни, но позитивните права следва да бъдат отхвърлени – позиция, която някои отхвърлят като неетична или егоистична. Някои критици, например Ноам Чомски, отхвърлят разликата между положителните и отрицателните права.

### Икономика и собственост
Повечето анархисти смятат, че определени капиталистически сделки не са доброволни, и че поддържането на класовата структура на капиталистическото общество изисква принуда, която нарушава анархистките принципи.
Някои критици са на мнение, че концепцията на анархокапиталистите за „доброволен избор“ не взема предвид ограниченията, дължащи се на човешки и други фактори, като например необходимостта от храна и подслон, и активното ограничаване на достъпа до неизползваните ресурси от страна на тези, които имат претенции за собственост.
Според някои критици идеята за частна собственост сама по себе си представлява агресия, а не защита от агресия. Някои философии приемат за неморални и нелегитимни всякакви претенции за собственост върху земя и природни ресурси. Сред либертарианците съществуват критици на анархокапитализма, които подкрепят пълната приватизация на капитала, но смятат земята и природните суровини за специален вид производствени фактори, които не могат по справедлив начин да бъдат превърнати в частна собственост, защото не са продукти на човешкия труд.
Някои социалисти и анархисти подкрепят свободния пазар, но категорично се противопоставят на правото на собственост в отсъствие на собственика. Анархокапиталистите имат силни критерии за изоставена собственост: според техните разбирания, в повечето случаи, собственикът запазва правата си, докато не се съгласи да размени или подари своята собственост. Критиците на това мнение предпочитат сравнително слаби критерии за изоставяне: например, човек да губи собствеността си (в повечето случаи), когато спре да я заема и използва лично. Така идеята за първоначално придобиване за вечни времена е силно критикувана от страна на социализма и традиционните школи на анархизма.